# AGM-129 ACM

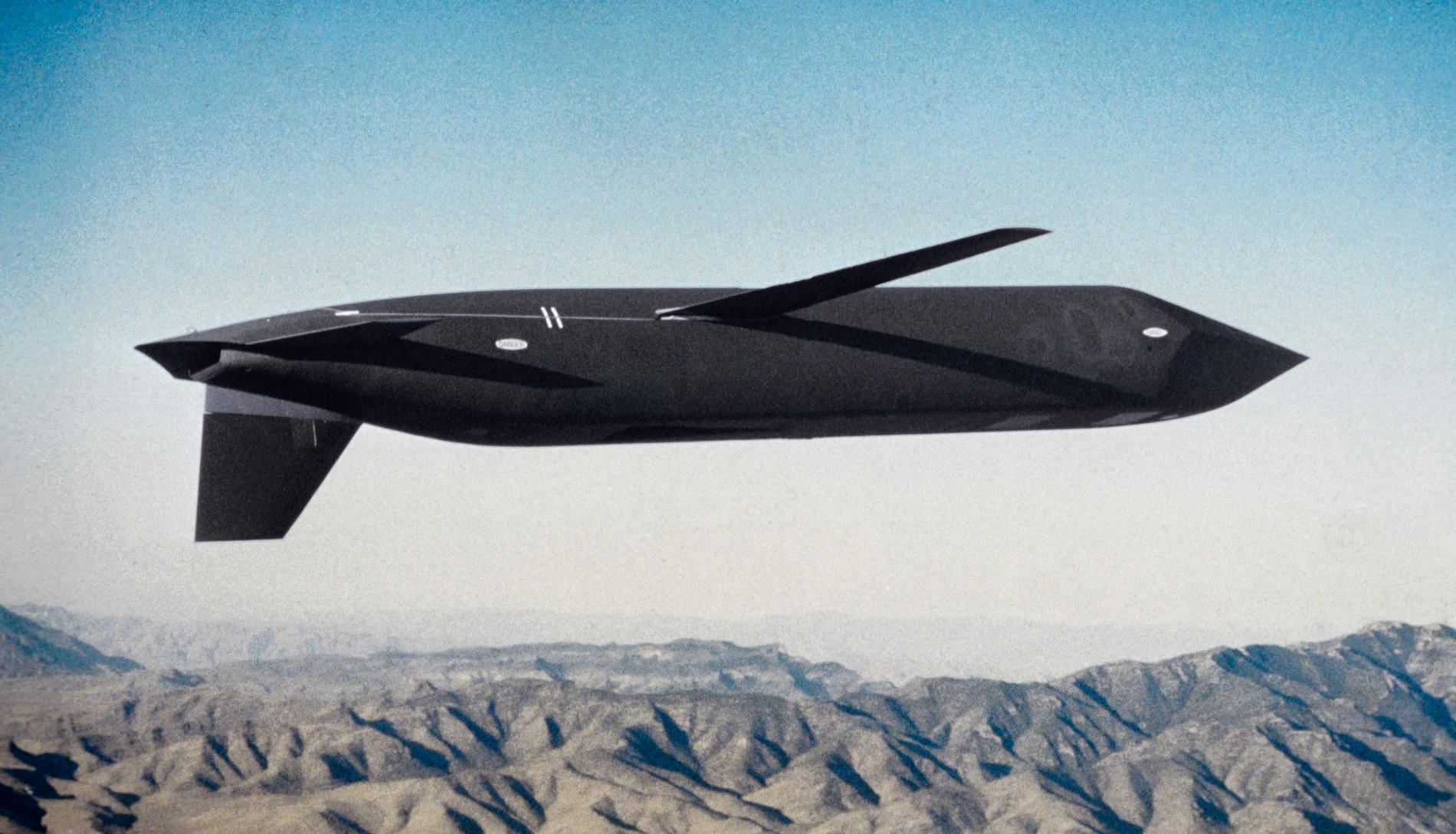
AGM-129 ACM.

AGM-129 ACM (Advanced Cruise Missile) este o rachetă strategică de croazieră produsă de General Dynamics, care este proiectată pentru a fi lansată din aer, are un cap de luptă nuclear și înlocuiește AGM-86 ALCM. Odată cu introducerea în serviciu a interceptorului Mig-31 capabil să detecteze și să distrugă rachetele de croazieră cu penetrație la altitudine joasă AGM-86 ALCM, a fost nevoie de o nouă rachetă cu proprietăți stealth (greu detectabile) pentru a putea menține forța de descurajare nucleară formată din bombardierele strategice B-52.